# Statistisch-Topographisches Bureau des Königreichs Württemberg

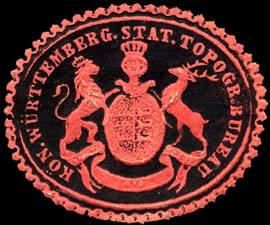
Siegelmarke des Bureaus

Das Statistisch Topografische Bureau des Königreichs Württemberg war eine Behörde des Königreiches Württemberg.
Historische Originalschreibweise zum Beispiel alte Oberamtsbeschreibung Reutlingen: … Mitglied des Königlich. Statistisch & Topographischen Bureau …

## Vorgeschichte
Der spätere Leiter des „Statistisch Topografischen Bureaus“, Johann Daniel Georg von Memminger, gab 1818 und 1819 erste Jahrbücher für Statistik und Landeskunde heraus.

## Gründung
Im Jahr 1820 ließ König Wilhelm I. von Württemberg per Dekret ein „Statistisches Bureau“ der königlichen „Kadaster⸗Commission“ errichten. Diese Gründung ging auf eine Anregung des Staatsministers für Finanzen, Ferdinand Heinrich August von Weckherlin (1767–1828), und von Johann Daniel Georg von Memminger sowie der Zarentochter Königin Katharina von Württemberg zurück.
1821 wurde das „Statistisch Topografische Bureau des Königreichs Württemberg“ durch Verordnung des Finanzministers Ferdinand Heinrich August von Weckherlin aus dem „Statistischen Bureau“ gegründet. Das Dekret regelte die Aufgabenstellung und Zusammenarbeit mit den Provinzialstellen. Erster Leiter wurde Johann Daniel Georg von Memminger. Vorstand des Bureaus war bis 1850 der jeweilige Finanzminister. Diese Regelung war der Vorläufer der heutigen Dienstaufsicht durch das Ministerium für Finanzen Baden-Württemberg.
Das Bureau sollte die Vaterlandskunde und damit die Vaterlandsliebe für das aus konfessionell und kulturell sehr unterschiedlichen Territorien 1806 entstandene Königreich Württemberg fördern. Dazu wurden dem Bureau die 1818 eingerichtete Landesvermessung und der 1822 gegründete Verein für Vaterlandskunde an die Seite gestellt. 1854 wurde auch der Meteorologische Verein als Meteorologische Abteilung (Wetteramt) dem Amt eingegliedert.
1856 wurde ein Bureaustatut erlassen. Es kam zur organisatorischen Verschmelzung mit dem 1822 gegründeten Verein für Vaterlandskunde und dessen Umbenennung in „Zentralstelle für die Landesstatistik“. Es erfolgte eine Gleichstellung mit anderen höheren königlichen Verwaltungsstellen. Die Aufgabenstellung umfasste die Durchführung gewerbestatistischer Aufnahmen, eine alle drei Jahre stattfindende Viehzählung, jährliche Aufstellungen über den Feldanbau und Ernteertrag sowie den Weinbau, die Landesvermessung, die Landesbeschreibung mit der Beschreibung der Oberämter des Königreichs Württemberg.
Am 9. November 1885 wurde das Statistisch-Topographische Bureau durch Königlichen Erlass in „Königliches Statistisches Landesamt“ umbenannt.
1903 wurde die Geologische Abteilung im Königlichen Statistischen Landesamt gebildet.
Im Jahr 1910 erfolgte auf Anregung des Theologen, Nationalökonomen, Pfarrers und späteren Präsidenten des Statistischen Landesamtes Württemberg Hermann Julius Losch (1863–1935) und mit Unterstützung von König Wilhelm II. von Württemberg reichsweit der erste Einsatz von Hollerithmaschinen zur Aufbereitung der Volkszählung von 1910.
Nach dem Ersten Weltkrieg wurde die Arbeit des „Königlichen Statistischen Landesamtes“ durch das Württembergische Statistische Landesamt fortgesetzt.

## Amtsvorstände und Direktoren

### Statistisch-Topographisches Bureau des Königreichs Württemberg
1820–1828: Amtsvorstand war der Staatsminister für Finanzen Ferdinand Heinrich August von Weckherlin. Schwerpunkt von Weckherlins Arbeiten waren Oberamtsbeschreibungen im Rahmen einer allgemeinen Landesbeschreibung. Wissenschaftliche Erkenntnisse sollten in die Praxis der Verwaltung und des öffentlichen Lebens Eingang finden.
1828–1840 folgten in kurzen Abständen als Amtsvorstände Finanzminister Karl Eberhard Friedrich Freiherr von Varnbüler, Staatsrat von Herzog, Staatsrat Gärtner und Staatsrat Adolf von Goppelt.
1820–1822 war Regierungsrat Christian Kausler geschäftsführendes Mitglied. Er verfasste die Amtsbeschreibungen von Herrenalb, Liebenzell und Wildbad sowie die Oberamtsbeschreibung von Neuenbürg.
1822–1840 war Johann Daniel Georg von Memminger (1773–1840) geschäftsführendes Mitglied. Er war Präzeptor mit dem Charakter und Range eines Universitätsprofessors. Bereits 1812, also vor der Gründung des Statistisch-Topographischen Bureaus, veröffentlichte Memminger eine Beschreibung von „Cannstatt und seiner Umgebung“ und 1817 von „Stuttgart und Ludwigsburg mit ihren Umgebungen“. 1823 folgte die zweite Landesbeschreibung. Seit 1818 war Memminger Herausgeber der Württembergischen Jahrbücher für Statistik und Landeskunde – eine Reihe, die bis 2000 ihre Fortsetzung fand.
1840–1844 war Eduard von Schmidlin geschäftsführendes Mitglied.
1844–1845 setzte August Friedrich Pauly (1796–1845) die Oberamtsbeschreibungen fort und gab die Realencyclopädie der classischen Altertumswissenschaft heraus.
1845–1849 war Georg Bernhard von Bilfinger Geschäftsführer.
1850 lag die Leitung bei Christoph Friedrich von Stälin (1805–1873). Während seiner langjährigen Amtszugehörigkeit hat sich der Historiker, Oberbibliothekar und Wappencensor vor allem den Oberamtsbeschreibungen gewidmet.
1850–1861 war Johann Christoph von Herdegen (1787–1861) nach seinem Rücktritt als Staatsminister für Finanzen Amtsvorstand des Statistisch-Topographischen Bureaus ohne Bezüge. Unter Herdegens Leitung wurde der topographische Atlas des Königreichs Württemberg vollendet und mit den Arbeiten für eine geognostische Karte Württembergs begonnen.
1861–1873 war Gustav von Rümelin (1815–1889), der Theologe, Pädagoge, Kultusbeamte, Abgeordnete der Frankfurter Nationalversammlung und Mitglied des Württembergischen Landtags Leiter des Statistisch-Topographischen Bureaus. 1863 erschien seine Abhandlung „Zur Theorie der Statistik“ in der Zeitschrift für die gesamte Staatswissenschaft. Ab 1867 wirkte Rümelin zusätzlich als Professor für Statistik und vergleichende Staatenkunde an der Universität in Tübingen. 1881 wurde Rümelin Mitglied der Staatswissenschaftlichen Fakultät in Tübingen. Von 1870 bis 1888 war er Kanzler der Universität Tübingen. Seine Hauptlehrtätigkeiten waren Soziale Statistik, Politische Statistik, vergleichende Staatenkunde und Rechtsphilosophie. Von Rümelin beschäftigte sich mit demographischen Themen, insbesondere mit den Lehren von Malthus. 1873 wurde von Rümelin durch königliche Entschließung zum Ehren-Vorstand des Amtes ernannt.
1873–1880: Karl von Riecke (1830–1898) war bis 1877 Amtsvorstand, dann bis 1880 Direktor des Statistisch-Topographischen Bureaus. Bereits seit 1863 war Riecke ordentliches Mitglied des Bureaus. 1872 wurde er auf dem Internationalen Statistischen Kongress in Abwesenheit in die permanente Kommission des Internationalen Statistischen Instituts (ISI) gewählt, dessen Ehrenmitgliedschaft ihm 1886 angetragen wurde. Riecke verstärkte die statistisch orientierte vaterländische Landesbeschreibung. Er profilierte sich als international gefragter Finanzwissenschaftler und erhielt auf dem ISI-Kongress in Stockholm den Auftrag, die internationale Finanzstatistik zu bearbeiten. Er verstärkte die Beziehungen zu den historischen Vereinen in Württemberg. Ab 1878 ließ Riecke die Württembergischen Vierteljahreshefte für Landesgeschichte als Beihefte der Württembergischen Jahrbücher für Statistik und Landeskunde herausgeben. 1880 wurde von Riecke zum Direktor des Steuerkollegiums (Staatsminister für Finanzen) berufen.

### Königliches Statistisches Landesamt

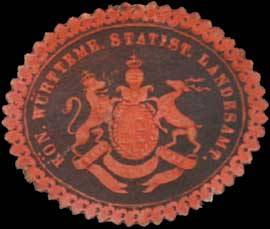
Siegelmarke des Landesamts

Unter Georg von Schneider (1816–1892), der von 1880 bis 1886 die Leitung innehatte, wurde durch königlichen Erlass das Statistisch-Topographische Bureau in „Königliches Statistisches Landesamt“ umbenannt. 1886 übernahm von Schneider die Vorstandschaft der Oberrechnungskammer und der Staatskassenverwaltung.
Otto von Knapp (1831–1896) übernahm 1886 die Leitung des „Königlichen Statistischen Landesamtes“. Bis dahin war von Knapp Vorstandsmitglied der Generaldirektion der Staatseisenbahnen. Von 1877 bis 1881 war von Knapp Reichstagsabgeordneter und stellvertretendes Mitglied des Bundesrates. Unter von Knapp kam die dritte Amtliche Landesbeschreibung heraus.
Otto von Schneider (1847–1913) wurde 1892 die Leitung des „Königlichen Statistischen Landesamtes“ vorübergehend übertragen. Von Schneider beschäftigte sich intensiv mit den Betriebsformen der Großindustrie. 1894 wurde von Schneider Direktor der Domänendirektion.
Hermann von Zeller übernahm 1894 provisorisch und 1895 definitiv die Leitung des „Königlichen Statistischen Landesamtes“. Unter seiner Leitung wurden die Erhebungen zum Liegenschaftsbesitzwechsel und zur Hypothekenbewegung der Zwangsvollstreckungen neu in das Arbeitsprogramm aufgenommen. Ab 1897 ließ er die „Mitteilungen des Königlichen Statistischen Landesamtes“ als Beilage zum Staatsanzeiger wieder herausgeben. 1901 erschien als Datensammlung das erste „Statistische Handbuch für das Königreich Württemberg“ und eine vierbändige Landesbeschreibung für Württemberg. 1903 wurde von König Wilhelm II. der durch von Zeller vorgeschlagenen „Errichtung einer Geologischen Abteilung beim Statistischen Landesamt“ durch den Staatsminister für Finanzen zugestimmt. Als Hauptaufgabe wurde die bereits 1890 begonnene Erstellung der geologischen Karten im Maßstab 1 : 25.000 gesehen. 1904 übernahm Zeller – gegen seinen Willen – die Vorstandschaft des Steuerkollegiums im Königreich Württemberg. 1905 erfolgte unter seiner Führung die erste Einkommensteuerveranlagung. 1907 wurde von Zeller Synodalpräsident und 1912 Präsident des evangelischen Konsortiums. Bis 1924 blieb von Zeller Vorsitzender der Evangelischen Landesregierung.
Franz von Stumpf übernahm 1904 als ehemaliges Mitglied der Forstdirektion, des Steuerkollegiums, der Abrechnungskammer und des Disziplinargerichtshofes die Leitung des Amtes. Von 1907 bis 1914 war Karl von Haffner Direktor des Statistisch-Topographischen Bureaus.